# Achille Luchaire
Denis Jean Achille Luchaire (født 24. oktober 1846 i Paris, død 14. november 1908 sammesteds) var en fransk historiker.
Luchaire blev 1879 professor i Bordeaux, 1889 ved Paris' Universitet. Fra 1895 var han medlem af Académie des sciences morales et politiques. Han indtog en meget fremragende plads blandt sin tids franske historikere. Hans hovedværker, der alle knytter sig til middelalderens historie, er: L'Administration royale et la féodalité du Midi. Alain le Grand, sire d'Albret (1877), Histoires des institutions monarchiques de la France sous les premiers Capétiens (2 bind, 1883, 2. udgave 1891), Études sur les actes de Louis VII (1885), Louis VI, le Gros, annales de sa vie et de son règne (1890), Les communes françaises (1890), Manuel des institutions françaises. Période capétienne (1892); L'université de Paris sous Philippe Auguste (1899), Innocent III, Rome et Italie (2. oplag 1905), Innocent III. La croisade des Albigeois (1905), Innocent III. La papauté et l'Empire (1906), La question d'Orient (1907), Les royantés du Saint-Siège (1908), Le concile de Lutran et la reforme de l'Eglise (1909); desuden er under hans ledelse, i samarbejde med Gustave Dupont-Ferrier og René Poupardin, udgivet: Mélanges d'histoire du moyen âge (3 bind, 1897).